# P!nk

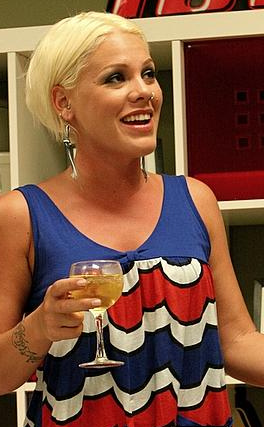
P!nk in 2006

P!nk (uitspraak: Pink), artiestennaam van Alecia Beth Moore (Doylestown, Pennsylvania, 8 september 1979), is een Amerikaanse zangeres en actrice. In de beginjaren van haar carrière liet P!nk vooral r&b en rap horen, later zocht ze meer de poprock en dancepop op. Ze groeide uit tot een van de succesvolste popartiesten van haar generatie. P!nk scoorde wereldwijde successen met nummers als There You Go (2000), Get the Party Started (2001), Family Portrait (2002), Dear Mr. President (2007), So What (2008), Raise Your Glass (2010), F**kin' Perfect (2011), Just Give Me a Reason (2013), What About Us (2017), Walk Me Home (2019) en Cover Me in Sunshine (2021).
Haar pseudoniem is niet afgeleid van de roze haarkleur zoals ze die in het begin van haar carrière had, maar is gebaseerd op het personage Mr. Pink uit de film Reservoir Dogs van Quentin Tarantino.

## Levensloop
P!nk groeide op als kind van Joods-Ierse ouders in Doylestown (Pennsylvania). Haar vader, die soldaat in de Vietnamoorlog was, was enigszins muzikaal onderlegd en speelde liedjes voor haar op gitaar. Haar ouders zijn gescheiden en hierover schreef ze later het nummer Family Portrait. Ze had vroeger veel last van astma. Om haar ademritme en stem onder controle te krijgen volgde ze zang- en balletlessen en ging ze voetballen. Al snel wist ze dat muziek haar favoriete schoolvak was. Haar grote idolen waren Steven Tyler van Aerosmith en Janis Joplin.
In 2000 kwam haar doorbraak met de top 10-hit There you go van het album Can't take me home. Van dat album volgden nog twee andere singles: Most girls en You make me sick.
Haar grootste succes kende ze met haar tweede album M!ssundaztood, dat in 2001 uitkwam. Dit was haar eerste album waarop rockinvloeden te horen zijn. Het door Linda Perry geschreven Get the party started leverde talrijke awards op, waaronder die voor beste nieuwkomer op de MTV Video Music Awards in 2001. Later volgden de hits Don't let me get me, Just like a pill en Family portrait. Na dit lied, dat over de voor haar pijnlijke scheiding van haar ouders ging, verzoende ze zich met haar moeder.
In september 2003 kwam haar derde album uit, Try This. Van dit album komen de hits Feel Good Time, Trouble, God is a DJ en Last to Know. In vergelijking met het vorige album was dit niet zo'n groot succes. P!nk wijt dit aan het feit dat het album minder persoonlijk was dan haar vorige album, M!ssundaztood.
Begin 2006 kwam haar single Stupid Girls uit. Deze single is een verwijzing naar de nieuwe trend dat vrouwen zich dommer voordoen dan ze zijn. In april 2006 kwam haar vierde album I'm Not Dead uit. Het kwam nieuw binnen op nummer 5 in de Nederlandse Album Top 100. Ter gelegenheid van de promotie van dit album gaf ze een "geheim" optreden in Amsterdam voor ongeveer 1000 mensen. In mei 2006 kwam de single Who Knew uit. Het nummer gaat over de dood van een vriend, die is overleden aan een overdosis drugs. In Nederland deed het nummer het niet zo goed, maar in Australië werd het een nummer 1-hit. In augustus 2006 kwam U+Ur Hand uit. Wereldwijd werd het een aardige hit maar in Nederland haalde het nummer slechts de 31ste positie. De volgende single was Nobody knows. In september 2006 begon haar wereldtour waarin zij ook in Nederland optrad: op 14 oktober in Ahoy, op 15 oktober in Go Planet (Enschede), en op 6 en 7 december in de Heineken Music Hall.
Het lied Dear Mr. President van P!nk vestigde een nieuw downloadrecord in de geschiedenis van Ultratop, de officiële hitparade van Vlaanderen. In de Ultratop 50 Singles kwam het nummer binnen op nummer 3; in de Ultratop 20 Downloads zelfs op nummer 1. Het is voor het eerst in de geschiedenis van Ultratop dat een song die enkel te downloaden is, een dergelijke prestatie neerzet. Het stond daarna vier weken op nummer 1 in de Ultratop 50. Op 18 mei 2006 bracht P!nk tijdens de showcase van Q-music Dear Mr. President in een akoestische versie. De song werd nadien nog vaak aangevraagd in de programma’s van Q-music. Begin december lanceerden Deckers & Ornelis in hun ochtendprogramma de vraag welk nummer in aanmerking kon komen om de kersthit van Q te worden. Dear Mr. President kwam massaal naar voor als keuze van de Q-luisteraar. Na overleg met Sony BMG, de platenmaatschappij van P!nk, werd besloten de live-track als download via internet aan te bieden.
Op 21 augustus 2007 mocht P!nk op TW Classic in Werchter een platina plaat in ontvangst nemen van Natalia, voor wie ze I will schreef, voor de verkoop van meer dan 40.000 exemplaren van I'm not dead in België. P!nk vertelde Natalia dat ze enorm blij is met het opgenomen resultaat van I will (verschenen op het album Everything & More).
Op 8 augustus 2007 was P!nk te zien op de Grote Kaai in Lokeren als act op het Belgische festival De Lokerse Feesten.
Op 1 september 2007 was P!nk de slotact van het Beatstadfestival op het Malieveld in Den Haag, na VanVelzen, Ilse DeLange en DI-RECT, met een optreden van ruim een uur. Tot en met 8 september toerde ze nog de wereld rond met haar "I'm not dead summer tour". Daarna genoot ze van enkele maanden vakantie en begon ze te schrijven aan haar volgend album.
28 april 2008 won ze de MTV Award voor "Best Live Performer".
Haar vijfde studioalbum kwam op 28 oktober 2008 uit. De titel is Funhouse. De gelijknamige Funhouse Tour begon 26 februari 2009 in België en eindigde halverwege mei in Engeland. Op 28 februari en 1 maart 2009 heeft ze hiervoor Ahoy' Rotterdam aangedaan. Door succes deed ze daarom 6 december 2009 voor de derde keer Ahoy aan.
Op 30 mei 2010 trad P!nk op in Nederland op het Pinkpop Festival in Landgraaf (Limburg). En 3 juli 2010 stond ze op de mainstage van Rock Werchter.
Op 15 juli 2010 kwam ze tijdens haar concert in Nürnberg (Duitsland) op een stalen hek terecht. Ze zweefde in een harnas boven het podium, maar was niet goed vastgesnoerd. Ze krabbelde nadien recht, kwam even op adem op het podium en werd dan naar het ziekenhuis gevoerd. De zangeres had niets gebroken, maar gaf op Twitter wel aan dat ze "pijn" had.
Op 18 september 2012 kwam haar zesde studioalbum The Truth About Love uit, met onder meer de hits Blow Me (One Last Kiss) en Try. Just Give Me a Reason, een duet met Fun.-zanger Nate Ruess, werd P!nks eerste nummer 1-hit in Nederland. Ook de single True Love met Lily Allen werd in het voorjaar van 2013 een bescheiden hit.
Na het succes van "The Truth About Love" lastte P!nk in 2014 een pauze in en vond de zangeres in de Canadese zanger Dallas Green een geschikte partner voor het gelegenheidsduo You+Me. Samen brachten ze het album Rose Ave. uit, met daarop de singles You and Me en Break the Cycle.
P!nk keerde in 2015 terug als soloartiest met het nummer Today's the Day, als leader voor The Ellen DeGeneres Show. In 2016 kwam de single Just Like Fire uit, voor de soundtrack van de film Alice Through the Looking Glass.
Op 13 oktober 2017 verscheen haar zevende album Beautiful Trauma, dat wereldwijd een van de succesvolste albums van dat jaar (en tevens van 2018) werd. Met de single What About Us stond P!nk zeven weken op nummer 1 in de Nederlandse Top 40.
P!nk is te zien in de films Catacombs en Charlie's Angels: Full Throttle. In de laatste speelt ze de 'bazin' van een motorcrossbaan. Feel good time is onderdeel van de soundtrack van de film.
In 2019 kreeg P!nk een ster op de Hollywood Walk of Fame.
Op 20 februari 2019 ontving ze als eerste niet-Britse artiest de prijs voor uitmuntende bijdrage aan muziek tijdens de Brit Awards. Twee maanden later bracht ze haar achtste studioalbum Hurts 2B Human uit.
Op 16 juni 2019 deed haar tournee Beautiful Trauma World Tour (2018-2019) de Johan Cruijff ArenA aan. Ze werd vergezeld door Vance Joy, dj KidCutUp en Bang Bang Romeo. Op 27 juni 2019 deed ze ook België aan, waar ze een van de headliners was van Rock Werchter. Op 11 augustus 2019 gaf ze een concert op het Malieveld in Den Haag. De Nederlandse zangeres Davina Michelle verzorgde hierbij het voorprogramma.
P!nk werkte in 2020 samen met Keith Urban, waaruit het duet One Too Many voortkwam. Het jaar daarna kwam P!nk met een nummer waarop haar jonge dochtertje Willow Sage Hart meezingt, getiteld Cover Me in Sunshine.

### Privé
P!nk trouwde op 7 januari 2006 in Costa Rica met de Amerikaanse motorcrosser Carey Hart. Het koppel was van 2008 tot 2010 tijdelijk uit elkaar (zijn naam was ook in de boom gekerfd in de videoclip van So What). In juni 2011 kregen ze een dochter en in december 2016 een zoon.

## Discografie

### Albums
| Album met eventuele hitnotering(en) in de Nederlandse Album Top 100 | Datum van verschijnen | Datum van binnenkomst | Hoogste positie | Aantal weken | Opmerkingen          |
| ------------------------------------------------------------------- | --------------------- | --------------------- | --------------- | ------------ | -------------------- |
| Can't Take Me Home                                                  | 17-04-2000            | 03-06-2000            | 58              | 13           |                      |
| M!ssundaztood                                                       | 20-11-2001            | 09-02-2002            | 5               | 84           | Platina              |
| Try This                                                            | 10-11-2003            | 15-11-2003            | 8               | 31           |                      |
| I'm Not Dead                                                        | 31-03-2006            | 08-04-2006            | 5               | 18           |                      |
| Funhouse                                                            | 24-10-2008            | 01-11-2008            | 1(1wk)          | 70           | Platina              |
| Funhouse Tour: Live in Australia                                    | 23-10-2009            | 31-10-2009            | 54              | 3            | Livealbum            |
| Greatest Hits... So Far!!!                                          | 12-11-2010            | 20-11-2010            | 3               | 45           | Verzamelalbum / Goud |
| The Truth About Love                                                | 14-09-2012            | 22-09-2012            | 2               | 90           |                      |
| Rose Ave.                                                           | 10-10-2014            | 18-10-2014            | 12              | 5            | als You+Me           |
| Beautiful Trauma                                                    | 13-10-2017            | 21-10-2017            | 1(1wk)          | 65           |                      |
| Hurts 2B Human                                                      | 26-04-2019            | 04-05-2019            | 1(1wk)          | 24           |                      |
| All I Know So Far - Setlist                                         | 21-05-2021            | 29-05-2021            | 8               | 3            | Livealbum            |
| Trustfall                                                           | 17-02-2023            | 25-02-2023            | 2               | 37           |                      |

| Album met hitnotering(en) in de Vlaamse Ultratop 200 albums | Datum van verschijnen | Datum van binnenkomst | Hoogste positie | Aantal weken | Opmerkingen          |
| ----------------------------------------------------------- | --------------------- | --------------------- | --------------- | ------------ | -------------------- |
| M!ssundaztood                                               | 20-11-2001            | 09-02-2002            | 12              | 59           |                      |
| Try This                                                    | 11-11-2003            | 22-11-2003            | 9               | 35           |                      |
| I'm Not Dead                                                | 04-04-2006            | 08-04-2006            | 3               | 83           | Platina              |
| Funhouse                                                    | 28-10-2008            | 01-11-2008            | 3               | 68           | Platina              |
| Funhouse Tour: Live in Australia                            | 23-10-2009            | 31-10-2009            | 46              | 4            | Livealbum            |
| Greatest Hits... So Far!!!                                  | 15-11-2010            | 20-11-2010            | 12              | 60           | Verzamelalbum / Goud |
| The Truth About Love                                        | 18-09-2012            | 22-09-2012            | 3               | 90           |                      |
| Rose Ave.                                                   | 10-10-2014            | 18-10-2014            | 27              | 8            | als You+Me           |
| Beautiful Trauma                                            | 13-10-2017            | 21-10-2017            | 1(1wk)          | 91           |                      |
| Hurts 2B Human                                              | 26-04-2019            | 04-05-2019            | 1(1wk)          | 32           |                      |
| All I Know So Far - Setlist                                 | 21-05-2021            | 29-05-2021            | 4               | 10           | Livealbum            |
| Trustfall                                                   | 17-02-2023            | 25-02-2023            | 2               | 75           |                      |

### Singles
| Single met eventuele hitnotering(en) in de Nederlandse Top 40 | Datum van verschijnen | Datum van binnenkomst | Hoogste positie | Aantal weken | Opmerkingen                                                                                                |
| ------------------------------------------------------------- | --------------------- | --------------------- | --------------- | ------------ | --- |
| There You Go                                                  | 08-02-2000            | 15-04-2000            | 8               | 10           | Nr. 10 in de Mega Top 100                                                                                  |
| Most Girls                                                    | 19-09-2000            | 07-10-2000            | 23              | 5            | Nr. 24 in de Mega Top 100                                                                                  |
| You Make Me Sick                                              | 18-12-2000            | 17-03-2001            | tip6            | -            | Nr. 62 in de Mega Top 100                                                                                  |
| Lady Marmalade                                                | 27-03-2001            | 16-06-2001            | 2               | 14           | met Christina Aguilera, Lil' Kim & Mýa / Soundtrack Moulin Rouge! / Nr. 2 in de Mega Top 100 / Alarmschijf |
| Get the Party Started                                         | 09-10-2001            | 05-01-2002            | 2               | 15           | Nr. 5 in de Mega Top 100 / Alarmschijf                                                                     |
| Don't Let Me Get Me                                           | 19-02-2002            | 11-05-2002            | 6               | 13           | Nr. 11 in de Mega Top 100 / Alarmschijf                                                                    |
| Just Like a Pill                                              | 10-06-2002            | 28-09-2002            | 6               | 16           | Nr. 7 in de Mega Top 100 / Alarmschijf                                                                     |
| Family Portrait                                               | 17-12-2002            | 15-02-2003            | 5               | 13           | Nr. 9 in de Mega Top 50 / B2B Top 100 / Alarmschijf                                                        |
| Feel Good Time                                                | 20-06-2003            | 12-07-2003            | 13              | 7            | met William Orbit / Nr. 18 in de Mega Top 50 / B2B Top 100                                                 |
| Trouble                                                       | 08-09-2003            | 25-10-2003            | 10              | 9            | Nr. 22 in de Mega Top 50 / B2B Top 100 / Alarmschijf                                                       |
| God Is a DJ                                                   | 22-12-2003            | 07-02-2004            | 6               | 8            | Nr. 32 in de Single Top 100 / Alarmschijf                                                                  |
| Last to Know                                                  | 22-03-2004            | 03-04-2004            | 22              | 7            | Nr. 40 in de Single Top 100                                                                                |
| Stupid Girls                                                  | 20-03-2006            | 11-03-2006            | 9               | 12           | Nr. 9 in de Single Top 100                                                                                 |
| Who Knew                                                      | 15-05-2006            | 17-06-2006            | 35              | 5            | Nr. 47 in de Single Top 100                                                                                |
| U + Ur Hand                                                   | 01-08-2006            | 02-09-2006            | 31              | 4            | Nr. 37 in de Single Top 100                                                                                |
| Nobody Knows                                                  | 04-12-2006            | 03-02-2007            | 38              | 3            | Nr. 45 in de Single Top 100                                                                                |
| Dear Mr. President                                            | 21-12-2006            | 12-05-2007            | 37              | 2            | met Indigo Girls / Nr. 43 in de Single Top 100                                                             |
| So What                                                       | 11-08-2008            | 13-09-2008            | 4               | 20           | Nr. 10 in de Single Top 100 / Alarmschijf                                                                  |
| Sober                                                         | 03-11-2008            | 27-12-2008            | 3               | 17           | Nr. 23 in de Single Top 100 / Alarmschijf                                                                  |
| Please Don't Leave Me                                         | 31-03-2009            | 18-04-2009            | 19              | 10           | Nr. 48 in de Single Top 100 / Alarmschijf                                                                  |
| Funhouse                                                      | 25-08-2009            | 08-08-2009            | 14              | 9            | Nr. 54 in de Single Top 100                                                                                |
| I Don't Believe You                                           | 05-10-2009            | 19-12-2009            | 23              | 8            | Nr. 70 in de Single Top 100                                                                                |
| Raise Your Glass                                              | 06-10-2010            | 23-10-2010            | 4               | 18           | Nr. 3 in de Single Top 100 / Alarmschijf                                                                   |
| F**kin' Perfect                                               | 14-12-2010            | 01-01-2011            | 6               | 17           | Nr. 31 in de Single Top 100 / Alarmschijf                                                                  |
| Bad Influence                                                 | 11-04-2011            | 23-04-2011            | 13              | 12           | Nr. 88 in de Single Top 100 / Alarmschijf                                                                  |
| Bridge of Light                                               | 02-12-2011            | 17-12-2011            | tip17           | -            | Soundtrack Happy Feet Two                                                                                  |
| Blow Me (One Last Kiss)                                       | 03-07-2012            | 21-07-2012            | 14              | 18           | Nr. 22 in de Single Top 100 / Alarmschijf                                                                  |
| Try                                                           | 19-10-2012            | 03-11-2012            | 23              | 16           | Nr. 19 in de Single Top 100 / Alarmschijf                                                                  |
| Just Give Me a Reason                                         | 21-01-2013            | 19-01-2013            | 1(3wk)          | 23           | met Nate Ruess / Nr. 1 in de Single Top 100 / Alarmschijf                                                  |
| True Love                                                     | 28-06-2013            | 11-05-2013            | 19              | 12           | met Lily Rose Cooper / Nr. 57 in de Single Top 100 / Alarmschijf                                           |
| Are We All We Are                                             | 31-10-2013            | 16-11-2013            | tip9            | -            | |
| Today's the Day                                               | 2015                  | 24-10-2015            | 37              | 3            | Themasong The Ellen DeGeneres Show                                                                         |
| Just Like Fire                                                | 2016                  | 30-04-2016            | 22              | 9            | Soundtrack Alice Through the Looking Glass / Nr. 57 in de Single Top 100 / Alarmschijf                     |
| Waterfall                                                     | 2017                  | 18-03-2017            | tip1            | -            | met Stargate & Sia                                                                                         |
| What About Us                                                 | 10-08-2017            | 26-08-2017            | 1(7wk)          | 26           | Nr. 9 in de Single Top 100 / Alarmschijf                                                                   |
| Revenge                                                       | 2017                  | 04-11-2017            | 24              | 6            | met Eminem / Alarmschijf                                                                                   |
| Beautiful Trauma                                              | 2017                  | 06-01-2018            | 14              | 13           | Nr. 99 in de Single Top 100 / Alarmschijf                                                                  |
| Whatever You Want                                             | 2018                  | 28-04-2018            | tip4            | -            | |
| Secrets                                                       | 2018                  | 27-10-2018            | tip15           | -            | |
| A Million Dreams                                              | 2018                  | 08-12-2018            | tip1            | -            | |
| Walk Me Home                                                  | 2019                  | 02-03-2019            | 7               | 22           | Nr. 18 in de Single Top 100 / Alarmschijf                                                                  |
| Can We Pretend                                                | 2019                  | 20-07-2019            | tip14           | -            | met Cash Cash                                                                                              |
| Hurts 2B Human                                                | 2019                  | 31-08-2019            | 28              | 7            | met Khalid / Alarmschijf                                                                                   |
| One Too Many                                                  | 2020                  | 24-10-2020            | 28              | 9            | met Keith Urban / Nr. 86 in de Single Top 100                                                              |
| Cover Me in Sunshine                                          | 12-02-2021            | 27-02-2021            | 4               | 17           | met Willow Sage Hart / Nr. 8 in de Single Top 100 / Alarmschijf                                            |
| Anywhere Away from Here                                       | 2021                  | 10-04-2021            | tip20           | -            | met Rag'n'Bone Man                                                                                         |
| All I Know So Far                                             | 2021                  | 12-06-2021            | 29              | 9            | Nr. 64 in de Single Top 100                                                                                |
| Never Gonna Not Dance Again                                   | 2022                  | 04-11-2022            | 12              | 20           | Nr. 50 in de Single Top 100 / Alarmschijf                                                                  |
| Trustfall                                                     | 2023                  | 17-01-2023            | 7               | 27           | Nr. 32 in de Single Top 100 / Alarmschijf                                                                  |
| Runaway                                                       | 2023                  | 29-07-2023            | 26              | 14           | |
| Dreaming                                                      | 2023                  | 28-10-2023            | 17              | 14           | met Marshmello en Sting / Nr. 50 in de Single Top 100 / Alarmschijf                                        |
| All Out of Fight                                              | 2023                  | 02-12-2023            | 12              | 14           | Nr. 60 in de Single Top 100 / Alarmschijf                                                                  |

| Single met hitnotering(en) in de Vlaamse Ultratop 50 | Datum van verschijnen | Datum van binnenkomst | Hoogste positie | Aantal weken | Opmerkingen                                                          |
| ---------------------------------------------------- | --------------------- | --------------------- | --------------- | ------------ | -------------------------------------------------------------------- |
| There You Go                                         | 2000                  | 13-05-2000            | 22              | 12           | Nr. 22 in de Radio 2 Top 30                                          |
| Most Girls                                           | 2000                  | 14-10-2000            | 23              | 14           | Nr. 23 in de Radio 2 Top 30                                          |
| You Make Me Sick                                     | 2001                  | 17-02-2001            | tip8            | -            |                                                                      |
| Lady Marmalade                                       | 2001                  | 23-06-2001            | 2               | 17           | met Christina Aguilera, Lil' Kim en Mýa / Nr. 2 in de Radio 2 Top 30 |
| Get the Party Started                                | 2002                  | 26-01-2002            | 5               | 16           | Nr. 9 in de Radio 2 Top 30                                           |
| Don't Let Me Get Me                                  | 2002                  | 25-05-2002            | 6               | 12           |                                                                      |
| Just Like a Pill                                     | 2002                  | 05-10-2002            | 5               | 11           |                                                                      |
| Family Portrait                                      | 2003                  | 25-01-2003            | 8               | 11           | Nr. 7 in de Radio 2 Top 30                                           |
| Feel Good Time                                       | 2003                  | 19-07-2003            | 21              | 9            | met William Orbit                                                    |
| Trouble                                              | 2003                  | 08-11-2003            | 32              | 5            |                                                                      |
| God Is a DJ                                          | 2004                  | 28-02-2004            | 40              | 5            |                                                                      |
| Last to Know                                         | 2004                  | 17-04-2004            | tip3            | -            |                                                                      |
| Stupid Girls                                         | 2006                  | 18-03-2006            | 16              | 13           |                                                                      |
| Who Knew                                             | 2006                  | 17-06-2006            | 30              | 10           |                                                                      |
| U + Ur Hand                                          | 2006                  | 07-10-2006            | 20              | 15           |                                                                      |
| Dear Mr. President                                   | 2007                  | 30-12-2006            | 1(4wk)          | 24           | Nr. 1 in de Radio 2 Top 30                                           |
| Nobody Knows                                         | 2006                  | 29-09-2007            | tip23           | -            |                                                                      |
| So What                                              | 2008                  | 20-09-2008            | 4               | 22           |                                                                      |
| Sober                                                | 2009                  | 07-02-2009            | 10              | 12           |                                                                      |
| Please Don't Leave Me                                | 2009                  | 27-06-2009            | 31              | 11           | Nr. 3 in de Radio 2 Top 30                                           |
| Funhouse                                             | 2009                  | 26-09-2009            | 22              | 12           |                                                                      |
| I Don't Believe You                                  | 2009                  | 16-01-2010            | tip7            | -            | Nr. 21 in de Radio 2 Top 30                                          |
| Raise Your Glass                                     | 2010                  | 30-10-2010            | 20              | 14           |                                                                      |
| F**kin' Perfect                                      | 2010                  | 12-02-2011            | 16              | 11           |                                                                      |
| Bad Influence                                        | 2011                  | 06-08-2011            | tip18           | -            |                                                                      |
| Bridge of Light                                      | 2011                  | 24-12-2011            | tip3            | -            | Nr. 23 in de Radio 2 Top 30                                          |
| Blow Me (One Last Kiss)                              | 2012                  | 22-09-2012            | 36              | 3            |                                                                      |
| Try                                                  | 2012                  | 01-12-2012            | 16              | 21           |                                                                      |
| Just Give Me a Reason                                | 2013                  | 16-02-2013            | 2               | 26           | met Nate Ruess / Nr. 1 in de Radio 2 Top 30                          |
| True Love                                            | 2013                  | 18-05-2013            | tip3            | -            | met Lily Rose Cooper                                                 |
| Are We All We Are                                    | 2013                  | 16-11-2013            | tip3            | -            |                                                                      |
| Break the Cycle                                      | 2014                  | 04-10-2014            | tip2            | -            | als You+Me                                                           |
| Today's the Day                                      | 2015                  | 19-09-2015            | tip7            | -            | Themasong The Ellen DeGeneres Show                                   |
| Just Like Fire                                       | 2016                  | 21-05-2016            | 37              | 8            | Soundtrack Alice Through the Looking Glass                           |
| Waterfall                                            | 2017                  | 25-03-2017            | tip34           | -            | met Stargate & Sia                                                   |
| What About Us                                        | 2017                  | 26-08-2017            | 2               | 27           |                                                                      |
| Revenge                                              | 2017                  | 18-11-2017            | tip             | -            | met Eminem                                                           |
| Beautiful Trauma                                     | 2017                  | 20-01-2018            | 30              | 16           |                                                                      |
| Whatever You Want                                    | 2018                  | 17-03-2018            | tip6            | -            |                                                                      |
| Secrets                                              | 2018                  | 27-10-2018            | tip29           | -            |                                                                      |
| A Million Dreams                                     | 2018                  | 17-11-2018            | 6               | 22           |                                                                      |
| Walk Me Home                                         | 2019                  | 02-03-2019            | 15              | 24           |                                                                      |
| Hurts 2B Human                                       | 2019                  | 04-05-2019            | tip             | -            | met Khalid                                                           |
| Can We Pretend                                       | 2019                  | 27-07-2019            | 25              | 15           | met Cash Cash                                                        |
| One Too Many                                         | 2020                  | 31-10-2020            | 26              | 13           | met Keith Urban                                                      |
| Cover Me in Sunshine                                 | 2020                  | 06-03-2021            | 6               | 27           | met Willow Sage Hart                                                 |
| Anywhere Away from Here                              | 2021                  | 24-04-2021            | tip23           | -            | met Rag'n'Bone Man                                                   |
| All I Know So Far                                    | 2021                  | 02-10-2021            | 47              | 4            |                                                                      |
| Irrelevant                                           | 2022                  | 23-07-2022            | 37              | 2            |                                                                      |
| Never Gonna Not Dance Again                          | 2022                  | 12-11-2022            | 4               | 27           |                                                                      |
| Trustfall                                            | 2023                  | 04-02-2023            | 7               | 31           |                                                                      |
| Dreaming                                             | 2023                  | 28-10-2023            | 22              | 17           | met Marshmello en Sting                                              |
| All Out of Fight                                     | 2023                  | 09-12-2023            | 11              | 18           |                                                                      |

### NPO Radio 2 Top 2000
| Nummers met noteringen in de NPO Radio 2 Top 2000 | '13  | '14  | '15  | '16  | '17  | '18  | '19  | '20  | '21  | '22  | '23  | '24  |
| ------------------------------------------------- | ---- | ---- | ---- | ---- | ---- | ---- | ---- | ---- | ---- | ---- | ---- | ---- |
| Beautiful Trauma                                  | ×    | ×    | ×    | ×    | -    | 1588 | 1746 | -    | -    | -    | -    | -    |
| Cover Me in Sunshine (met Willow Sage Hart)       | ×    | ×    | ×    | ×    | ×    | ×    | ×    | ×    | -    | 1355 | 1377 | 1542 |
| Dear Mr. President                                | -    | -    | -    | -    | -    | -    | 1187 | 1376 | 1638 | 1791 | 1685 | 1827 |
| Family Portrait                                   | -    | 1352 | 1279 | 1367 | 1028 | 1117 | 1486 | 1729 | 1724 | 1830 | 1751 | 1929 |
| Just Give Me a Reason (met Nate Ruess)            | 590  | 494  | 606  | 562  | 928  | 613  | 585  | 704  | 742  | 743  | 743  | 770  |
| Never Gonna Not Dance Again                       | ×    | ×    | ×    | ×    | ×    | ×    | ×    | ×    | ×    | -    | 1844 | 1817 |
| Raise Your Glass                                  | -    | 1613 | 1565 | 1689 | 1286 | 1276 | 1255 | 1435 | 1505 | 1543 | 1291 | 1591 |
| Sober                                             | -    | -    | 1991 | -    | -    | -    | -    | -    | -    | -    | -    | -    |
| Try                                               | 1728 | 675  | 472  | 600  | 451  | 533  | 591  | 706  | 783  | 839  | 748  | 941  |
| What About Us                                     | ×    | ×    | ×    | ×    | 482  | 274  | 301  | 469  | 623  | 709  | 550  | 776  |

1. ↑  Een '-' betekent dat het nummer niet was genoteerd, een '×' betekent dat het nummer nog niet was uitgebracht en een vetgedrukt getal geeft de hoogste notering van een nummer aan.
2. ↑  2013 was het eerste jaar met een notering voor P!nk.

### Dvd's
| Dvd's met hitnoteringen in de Nederlandse DVD Music Top 30 | Datum van verschijnen | Datum van binnenkomst | Hoogste positie | Aantal weken | Opmerkingen |
| ---------------------------------------------------------- | --------------------- | --------------------- | --------------- | ------------ | ----------- |
| Live in Europe - From the 2004 Try This Tour               | 2006                  | 17-06-2006            | 4               | 13           |             |
| Live from Wembley Arena London, England                    | 2007                  | 28-04-2007            | 2               | 3            |             |
| Funhouse Tour: Live in Australia                           | 2009                  | 31-10-2009            | 3               | 63           |             |
| Greatest Hits... So Far!                                   | 2010                  | 20-11-2010            | 20              | 1            |             |
| The Truth About Love Tour - Live from Melbourne            | 2013                  | 30-11-2013            | 1(1wk)          | 91           |             |

## Filmografie
| Jaar | Titel v/h nummer                | Rol                  | Opmerkingen |
| ---- | ------------------------------- | -------------------- | ----------- |
| 2000 | Ski to the Max                  | Zichzelf             |             |
| 2002 | Rollerball                      | Rockzangeres         |             |
| 2003 | Charlie's Angels: Full Throttle | Bazin motorcrossbaan |             |
| 2008 | Catacombs                       | Carolyn              |             |
| 2009 | SpongeBob's Truth or Square     | Zichzelf             | Cameo       |
| 2009 | Beverly Hills Chihuahua         | Zichzelf             |             |
| 2010 | Get Him to the Greek            | Zichzelf             | Cameo       |
| 2011 | Happy Feet 2                    | Gloria               |             |
| 2012 | Thanks for Sharing              | Dede                 |             |